# Цвик, Марк Вениаминович
Марк Вениаминович Цвик (укр. Марко Веніамінович Цвік; 21 июня 1924, Гадяч, Полтавская область — 20 августа 2011, Харьков) — советский и украинский учёный-правовед, специалист в области теории государства и права. Доктор юридических наук (1987), профессор (1987), академик Академии правовых наук Украины (1993). Заслуженный деятель науки и техники Украины (1995). Участник Великой Отечественной войны. Выпускник Харьковского юридического института (1948), начиная с 1949 года работал в этом же вузе на кафедре теории государства и права, где в 1973—1974 годах исполнял обязанности заведующего, а затем с 1987 года был профессором кафедры. Участвовал в создании Конституции Украины и ряда проектов законов. С 1999 года был членом Президиума, а с 2002 года возглавлял отделение теории государства и права АПрН Украины. Занимался исследованием сущности законов и изучением проблем демократии.

## Биография
Марк Цвик родился 21 июня 1924 года в Гадяче в семье служащих. Однако в родном городе он прожил всего несколько месяцев и с 1924 года жил в Харькове. Вскоре после начала Великой Отечественной войны, в июле 1941 года Марк начал работать токарем на предприятиях военно-промышленного комплекса СССР в Харькове и Челябинске. Затем на протяжении года, начиная с мая 1942 года он служил в рядах Красной армии и принимал участие в боях Великой Отечественной войны, но в 1943 году в связи с инвалидностью был демобилизован. В том же году Цвик стал студентом Харьковского инженерно-строительного института, но проучился там около года.
С 1945 года получал высшее образование в Харьковском юридическом институте. Будучи студентом он обучался у профессоров Соломона Вильнянского, Михаила Гордона, Морица Гродзинского, Владимира Корецкого, Владимира Сливицкого и Савелия Фукса. Позже, ученик Цвика Владимир Ткаченко отмечал, что именно эти учёные сформировали сознание Цвика. В студенческие годы под научным руководством профессоров Сливицкого и Корецкого Марк Цвик написал несколько работ, которые были посвящены государственному суверенитету и объекту правоотношений, которые впоследствии были отмечены на студенческих научных конкурсах. В 1948 году Марк Цвик с отличием окончил вуз и был оставлен в его аспирантуре. Относительно года поступления Марка Цвика в аспирантуру в литературе встречаются разные мнения. Так, В. Д. Ткаченко пишет о том, что Цвик поступил в 1947 году, то есть ещё не окончив вуз, а другой его ученик В. М. Смородинский писал, что — в 1948 году. Научным руководителем аспиранта Цвика стал профессора Сливицкий. Учась в аспирантуре, начиная с 1949 года начал преподавать.
В 1951 году Цвик завершил обучение в аспирантуре. Относительно года защиты его кандидатской диссертации источники также расходятся. Так, В. Д. Ткаченко, а затем и справочные издания «Підготовка і атестація науково-педагогічних кадрів у Національній юридичній академії України імені Ярослава Мудрого (1805—2005 роки)» и «Вчені-юристи України» пишут о том, что Цвик защитил диссертацию на соискание учёной степени кандидата юридических наук в 1952 году, а В. С. Смородинский пишет, что в 1953 году. Диссертация была написана на тему «Советский закон», а официальными оппонентами Цвика на её защите были профессор Мария Карева и доценты Василий Барахтян и Ольга Якуба. Отмечалось, что в данном исследовании отстаивалась позиция верховенства закона в иерархии нормативно-правовых актов и его высшей юридической силы по отношению к указам Президиумов Верховных Советов СССР и союзных республик. Марк Вениаминович вместе со своим учителем Владимиром Сливицким и другим его учеником Владимиром Копейчиковым стал одним из основателей и одним из самых известных представителей Харьковской школы общей теории права и государства, которая занималась исследованием постановок, разработок и решений политически острых проблем учений о государстве и праве. Отмечалось, что работы в своих работах Цвик доступным образом излагал поставленные им же политически острые проблемы.
Работал на кафедре теории государства и права в Харьковском юридическом институте, где с 1953 по 1961 год занимал должность ассистента, а затем доцента. Занимаясь преподавательской деятельностью, он вёл две дисциплины — «теория государства и права» и «история политических и правовых учений». В 1973 году скончался Павел Полежай — заведующий кафедрой теории государства и права Цвик временно исполнял обязанности освободившуюся должность. Работая на кафедре, Марк Цвик одновременно был научным руководителем студенческого кружка при ней. В разное время активное участие в его работе принимали Вячеслав Борисов, Павел Жигалкин, Иван Прокопенко, Анатолий Селиванов и Владимир Ткаченко, которые впоследствии стали профессорами.
По разным данным, в 1986 или 1987 году Марк Вениаминович защитил докторскую диссертацию по теме «Проблемы теории социалистической демократии (государственно-правовые аспекты)». Оппонентами Цвика на защите этой работы, которая прошла в Харьковском юридическом институте, были профессора Джангир Керимов, Анатолий Рогожин и Юрий Тихомиров. Как вспоминал Владимир Ткаченко, защита диссертации «прошла блестяще». Он отмечал, что в работе был по сути разработан понятийный аппарат теории демократии. В 1987 году ему была присуждена учёная степень доктора юридических наук, присуждено учёное звание профессора (по другим данным звание было присуждено в 1988 или 1989 году) и он занял должность профессора кафедры теории государства и права.
В 1990-х — 2010-х годах написал ряд программных статей, в которых были изложены, как отмечал В. С. Смородинский, «новые, необычные, даже реформаторские для отечественной юридической науки идеи и концепции, которые волновали его лично как учёного и гражданина». Смородинский отмечал, что Цвик сформировал концепцию понимания права как «совокупности повторяющихся общественных отношений, которые санкционируются и формализуются государством и отображают справедливую меру надлежащего и возможного поведений их участников».

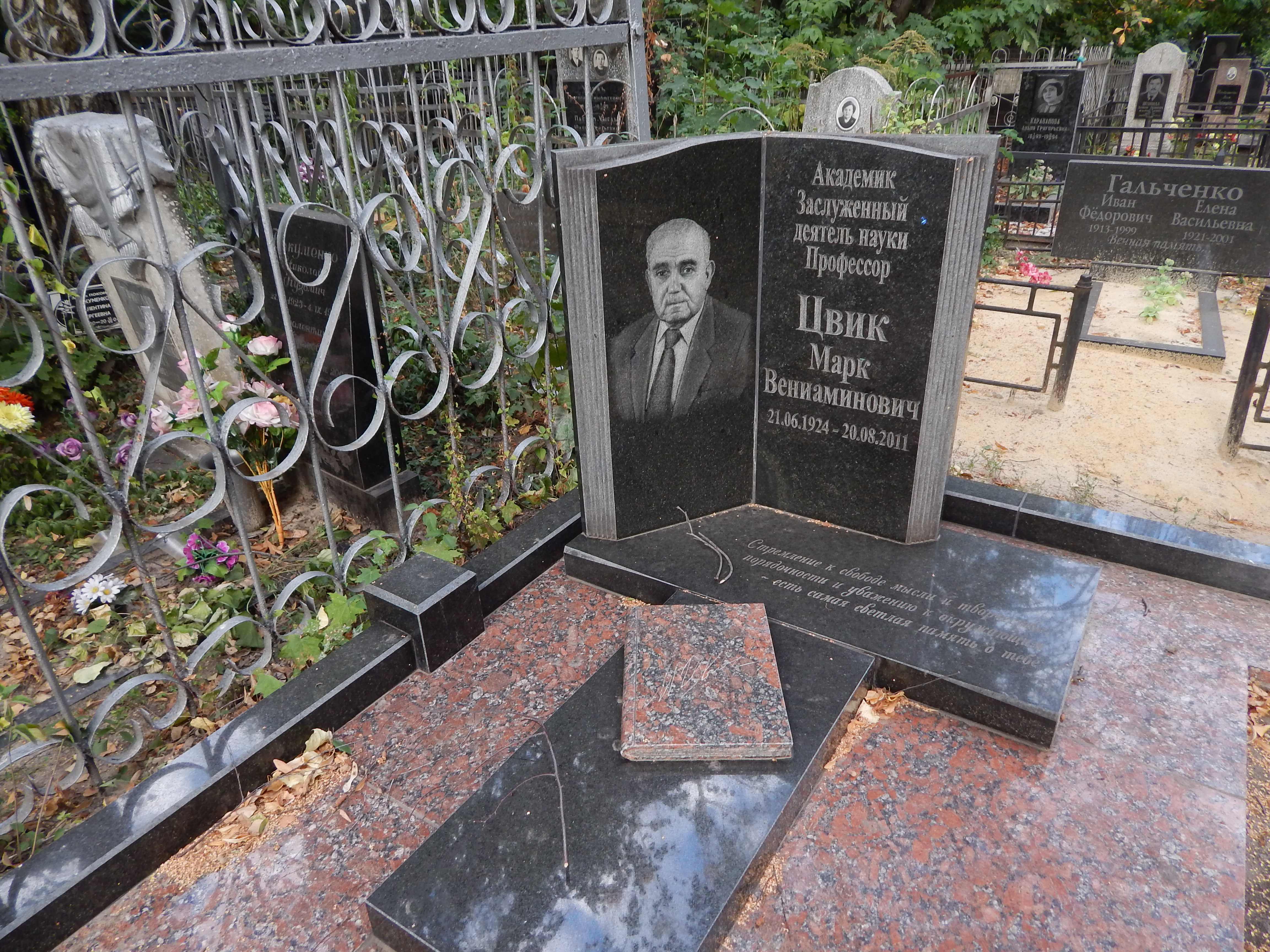
Могила на Втором городском кладбище Харькова

В 1992 году в Харькове была создана общественная Академия правовых наук Украины, тогда же Марк Цвик был избран её действительным членом. Вскоре, уже 23 июля 1993 года Президент Украины Леонид Кравчук подписал указ о создании Академия правовых наук Украины. Согласно этому указу 17 учёных-правоведов, в числе которых был Марк Цвик, становились действительными членами-основателями этой академии. В том же году он стал заместителем главного редактора «Вестника Академии правовых наук Украины». С 1993 года участвовал в работе над Конституцией Украины и был экспертом конституционной комиссии, был одним из разработчиков проектов законов Украины «О референдуме», «О правовых нормативных актах», «О выборах народных депутатов» и «О Конституционном Суде Украины». В 1990-х годах участвовал в совещаниях, проводимых Президентом Украины и комиссиями Верховной Рады Украины. Предметом этих совещаний было совершенствование государственного аппарата и законодательства. После прошедшего 16 апреля 2000 года Всеукраинского референдума Цвик занимался подготовкой новой редакции Конституции
Будучи действительным членом Академии правовых наук он курировал разработку темы «правовое воспитание граждан». В 1999 году стал членом её Президиума, а на прошедших 15 февраля 2002 года в рамках общего собрания Академии правовых наук Украины Марк Цвик был избран академиком-секретарём отделения теории государства и права.
Занимался подготовкой научных кадров, под его научным руководство было защищено 16 диссертаций на соискание учёной степени кандидата юридических наук и 4 диссертации на соискание учёной степени доктора юридических наук. Среди его учеников были: Петришин А. В. (1999), Борисов Г. А. (1977), Титарчук А. А. (1995), Дашковская Е. Р. (1997), Ткаченко В. Д. (1987), Шевчук С. В. (1997), Процюк И. В. (1999), Погребняк С. П. (2001), Смородинский В. С. (2001), Уварова Е. А. (2010), Шипилов Л. Н. (2004), Христова А. А. (2004).
В 2009 году под редакцией академика НАПрН Украины Марка Цвика и его ученика Александра Петришина был издан учебник «Общая теория права» (укр. Загальна теорія держави і права). В этом учебнике М. В. Цвик написал раздел о предмете общей теории права и разделы о понятии государства, понятии права и демократическом государстве в соавторстве с Д. А. Вовком, С. А. Погребняком и Л. Н. Шипиловым соответственно. Доктора юридических наук Станислав Гусарев и Анатолий Колодий, которые написали рецензию на учебник, отмечали что при определении права авторы использовали естественно-правовой подход, что соответствовало научным тенденциям, характеризации основных признаков и очертаний права даёт возможность понять как само понятие права, так и его юридические признаки.
В конце жизни Марк Вениаминович работал над статьей «Право как система повторяющихся юридически оформленных общественных отношений», но не смог завершить её из-за ухудшавшегося состояния здоровья. В итоге статья увидела свет спустя три года после смерти Цвика вследствие её доработки его учеником Виктором Смородинским на основании наработок автора. Марк Вениаминович скончался 20 августа 2011 года в Харькове. Был похоронен на 2-м городском кладбище Харькова.

## Личность
В опубликованной в «Вестнике Академии правовых наук Украины» статье к 80-летнему юбилею академика Цвика было отмечено, что он пользуется уважением и обладает таким качеством как доброжелательность. Кроме того, в статье говорилось, что Марку Вениаминовичу чуждо такое качество как пренебрежительное отношение к людям и что он помимо того, что он имеет широкие научные интересы и твёрд в своих убеждениях. Его ученик Виктор Смородинский вспоминал, что его учитель вплоть до конца жизни любил декламировать стихи Владимира Маяковского. Также он писал, что Марк Вениаминович «любил со своими учениками пить на кухне чай с пирожными (и не только чай — тоже до последних своих недель), обожал женщин (а они его ещё больше) и очень любил жизнь».

## Библиография

Учебники по общей теории государства и права, написанные под редакцией профессора Цвика

## Награды и память
Марк Вениаминович был удостоен следующих наград, премий и почётных званий:
- Орден «За заслуги» III степени (2003)[55].
- Почётный знак «Отличник образования Украины» (2001).
- Почётное звание «Заслуженный деятель науки и техники Украины» (1995).
- 7 медалей.
- Победитель и лауреат конкурса Союза юристов Украины[укр.] «за издательскую деятельность» (1995) и «за достижения в педагогической работе» (2002).
- Лауреат премии имени Ярослава Мудрого в номинации «за выдающиеся достижения в научно-исследовательской деятельности по проблемам правоведения» (2003).
- Заслуженный профессор Национальной юридической академии Украины имени Ярослава Мудрого (2009).

В день девяностолетия учёного в Полтавском юридическом институте Национального юридического университета имени Ярослава Мудрого был проведён «круглый стол» «Актуальные вопросы теории демократии», который был посвящён юбилею Цвика.
В Национальном юридическим университете сложилась традиция ежегодного возложения цветов на могилы учёных университета — фронтовиков, похороненных на 2-м городском кладбище Харькова: В. Ф. Маслова, Р. С. Павловского, А. И. Рогожина, А. И. Свечкарёва, В. В. Сташиса, Н. Н. Страхова и М. В. Цвика.